# Kaspische plevier
De Kaspische plevier (Anarhynchus asiaticus) is een steltloper uit de familie van plevieren (Charadriidae).

## Kenmerken
De Kaspische plevier is 19 tot 21 cm lang. Het mannetje is in de broedtijd duidelijk herkenbaar door een oranjebruine vlek op de borst die van onder duidelijk begrensd wordt door een zwarte band. Verder is in alle kleden de duidelijke, witte en nogal brede oogstreep opvallend. Onvolwassen vogels, vrouwtjes en volwassen plevieren in winterkleed lijken nogal op de woestijnplevier en de Mongoolse plevier. Deze soorten zijn even groot en ook overwegend grijsbruin. Ten opzichte van deze soorten is de Kaspische plevier echter eleganter van vorm en houding, met spitse vleugels.

## Verspreiding en leefgebied
Deze soort komt voor in open, droge graslanden, maar ook zilte gebieden in Centraal-Azië, voornamelijk ten noorden en oosten van de Kaspische Zee, vervolgens in Kazachstan en verder tot in Noordwest-China. De vogel overwintert in Afrika. Er zijn geen ondersoorten.

### Voorkomen in West-Europa
De Kaspische plevier is een zeldzame dwaalgast in West-Europa. In Nederland zijn tussen 2000 en 2021 drie bevestigde waarnemingen.

## Status
De Kaspische plevier heeft een groot verspreidingsgebied en daardoor is de kans op de status kwetsbaar (voor uitsterven) gering. De grootte van de populatie is in 2016 geschat op 40.000 - 55.000 individuen en de indruk bestaat dat de aantallen afnemen. Het tempo waarin dit gebeurt ligt onder de 30% in tien jaar (minder dan 3,5% per jaar). Om deze redenen staat deze plevier als niet bedreigd op de Rode Lijst van de IUCN.